# Копшањијер
Копшањијер (фр. Copechagnière) насеље је и општина у западној Француској у региону Лоара, у департману Вандеја која припада префектури Ла Рош сир Јон.
По подацима из 2011. године у општини је живело 920 становника, а густина насељености је износила 95,04 становника/km². Општина се простире на површини од 9,68 km². Налази се на средњој надморској висини од 65 метара (максималној 82 m, а минималној 64 m).

## Демографија
| 1962. | 1968. | 1975. | 1982. | 1990. | 1999. | 2011. |
| ----- | ----- | ----- | ----- | ----- | ----- | ----- |
| 517   | 557   | 573   | 639   | 672   | 672   | 920   |

График промене броја становника у току последњих година